# Derendingen SO
| SO ist das Kürzel für den Kanton Solothurn in der Schweiz. Es wird verwendet, um Verwechslungen mit anderen Einträgen des Namens Derendingen zu vermeiden. |

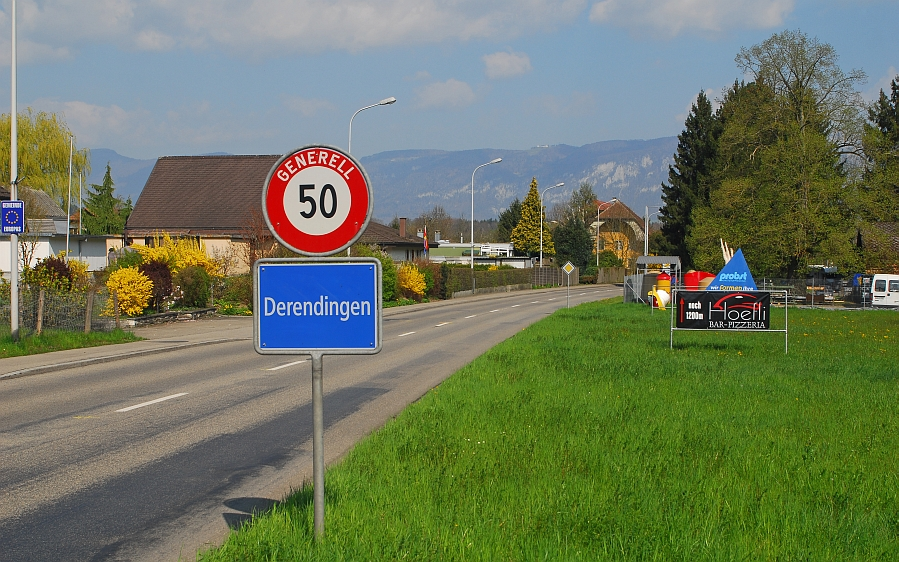
Dorfeingang im Südosten an der Hauptstrasse von Kriegstetten

Derendingen (im lokalen Dialekt Däredinge) ist eine politische Gemeinde im Bezirk Wasseramt des Kantons Solothurn in der Schweiz.

## Geographie
Derendingen liegt auf 439 m ü. M. und 4 km ostsüdöstlich des Kantonshauptorts Solothurn (Luftlinie). Das Dorf erstreckt sich auf der Schotterebene östlich der Emme, am parallel zur Emme fliessenden Grüttbach, im Solothurner Mittelland.
Das 5,6 km² grosse Gemeindegebiet umfasst einen Abschnitt der grundwasserreichen Schotterebene im inneren Wasseramt und weist nur geringe Reliefunterschiede auf. In der Ebene östlich der Emme, die seit dem 19. Jahrhundert in einem kanalisierten Flussbett verläuft, erstreckt sich die Gemeindefläche gegen Norden bis zu der alten Fabrikarbeitersiedlung Elässli und im Affolterwald bis an die Autobahnverzweigung Luterbach, im Osten über die Autobahn A1 hinweg an den Rand des Siedlungsgebiets von Subingen, und im Süden umfasst sie das von der Autobahn durchschnittene Waldstück Eichholz. Im Westen reicht das Gebiet über die Emme bis auf den Dittiberg, an dessen steilem Ostabhang mit 460 m ü. M. die höchste Erhebung von Derendingen liegt.
Von der Gemeindefläche entfielen 1997 31 % auf Siedlungen, 27 % auf Wald und Gehölze, 41 % auf Landwirtschaft und etwas mehr als 1 % war unproduktives Land.
Zu Derendingen gehört der Ortsteil Oberdorf (445 m ü. M.) in der Ebene zwischen dem Grüttbach und dem Eichholz südlich des Dorfes. Die beiden Ortsteile sind nach dem Bau neuer Wohnquartiere zu einer einzigen grossen Siedlung zusammengewachsen. Entlang der Emme und am Emmekanal sowie im Ostteil der Ortschaft liegen Industrie- und Gewerbegebiete.
Nachbargemeinden von Derendingen sind Luterbach, Deitingen, Subingen, Oekingen, Kriegstetten, Gerlafingen, Biberist und Zuchwil.

## Bevölkerung
Mit 7008 Einwohnern (Stand 31. Dezember 2023) gehört Derendingen zu den grösseren Gemeinden des Kantons Solothurn. Von den Bewohnern waren mit Stand 2000 85,1 % deutschsprachig, 6,0 % italienischsprachig und 2,3 % albanischsprachig. Die Bevölkerungszahl von Derendingen belief sich 1850 auf 627 Einwohner, 1900 auf 3116 Einwohner. Im Verlauf des 20. Jahrhunderts wurde ein kontinuierliches Ansteigen der Bevölkerungszahl verzeichnet (1960: 4416 Einwohner). Besonders während der 1960er und der 1990er Jahre wurden starke Zuwachsraten registriert.

## Politik
Politisch war Derendingen lange Zeit eine sozialdemokratische Hochburg. Bei den Wahlen 1997 verlor die SP allerdings die absolute Mehrheit im Gemeinderat. 2005 erreichte die FDP erstmals gleich viele Sitze wie die SP, und der sozialdemokratische Gemeindepräsident Urs Aerni wurde abgewählt. Bei den Wahlen 2009 gelang es den Freisinnigen, die SP zu überholen. Für die Legislaturperiode 2013 bis 2017 trat aus Mitgliedermangel von der SVP kein Kandidat mehr zur Wahl an. Stattdessen empfahl die SVP ihren Wählern die FDP zu wählen. 2021 wurde die Mitgliederzahl von 11 auf 7 reduziert.
Die Sitze im Gemeinderat sind unter den Parteien wie folgt verteilt:
| Partei                                                       | 2021–2025 | 2017–2021 | 2013–2017 | 2009–2013 | 2005–2009 | Sitzverteilung 2021                                  |
| Sozialdemokratische Partei                                   | 3 a       | 4 a       | 4         | 3         | 4         | Insgesamt 7 Sitze - SP: 3 - CVP: 1 - FDP: 2 - SVP: 1 |
| FDP.Die Liberalen (bis 2009 Freisinnig-Demokratische Partei) | 2         | 5         | 5         | 4         | 4         | Insgesamt 7 Sitze - SP: 3 - CVP: 1 - FDP: 2 - SVP: 1 |
| Christlichdemokratische Volkspartei                          | 1         | 2         | 2         | 2         | 2         | Insgesamt 7 Sitze - SP: 3 - CVP: 1 - FDP: 2 - SVP: 1 |
| Schweizerische Volkspartei                                   | 1         | 0         | 0         | 1         | 0         | Insgesamt 7 Sitze - SP: 3 - CVP: 1 - FDP: 2 - SVP: 1 |
| Derendinger Dorfpartei                                       | 0         | 0         | 0         | 1         | 1         | Insgesamt 7 Sitze - SP: 3 - CVP: 1 - FDP: 2 - SVP: 1 |

Gemeindepräsident von Derendingen ist seit dem 19. August 2021 Roger Spichiger von der SP.

## Wirtschaft

Luftbild (1970)

Derendingen war bis in die zweite Hälfte des 19. Jahrhunderts ein vorwiegend durch die Landwirtschaft geprägtes Dorf. Danach erlebte der Ort eine rasche Industrialisierung, wobei der Schwerpunkt in der Textilbranche lag.
Heute bietet Derendingen rund 2400 Arbeitsplätze an. Mit 2 % der Erwerbstätigen, die noch im primären Sektor beschäftigt sind, hat die Landwirtschaft (vorwiegend Ackerbau und Forstwirtschaft) nur noch einen geringen Stellenwert in der Erwerbsstruktur der Bevölkerung. Etwa 53 % der Erwerbstätigen sind im industriellen Sektor tätig, während der Dienstleistungssektor 45 % der Arbeitskräfte auf sich vereinigt (Stand 2001).
Im 19. Jahrhundert entstanden auf der rechten Seite der Emme am Emme-Kanal mehrere Industriebetriebe, vor allem eine Kammgarnspinnerei der Unternehmensgruppe Schoeller’sche Kammgarnspinnerei (1872) und eine Baumwollspinnerei. In der zweiten Hälfte des 20. Jahrhunderts entwickelte sich eine grössere Gewerbe- und Industriezone am östlichen Rand des Dorfes neben der Autobahn. Mit der Zeit diversifizierte sich die Wirtschaftsstruktur, so dass heute viele verschiedene Branchen in Derendingen vertreten sind. Dazu gehören Unternehmen des Maschinenbaus, der Elektrotechnik, des Baugewerbes, der Informationstechnologie, der Kunststoffverarbeitung, des Metallbaus, der Präzisionsmechanik sowie verschiedene mechanische Werkstätten und graphische Ateliers.
Arbeitsplätze im tertiären Sektor finden sich vor allem in der Verwaltung, im Bildungswesen (die Gemeinde ist Standort des Oberstufenschulzentrums Derendingen-Luterbach), im Verkauf, in der Gastronomie, im Banken- und Versicherungswesen sowie in Ingenieur-, Architektur- und Treuhandbüros. Das Dorf hat sich auch zu einer Wohngemeinde entwickelt. Neben zahlreichen Zupendlern sind viele Erwerbstätige Wegpendler, die hauptsächlich in der Region Solothurn arbeiten.
1921 wurde der Gewerbeverein Derendingen gegründet.

## Verkehr

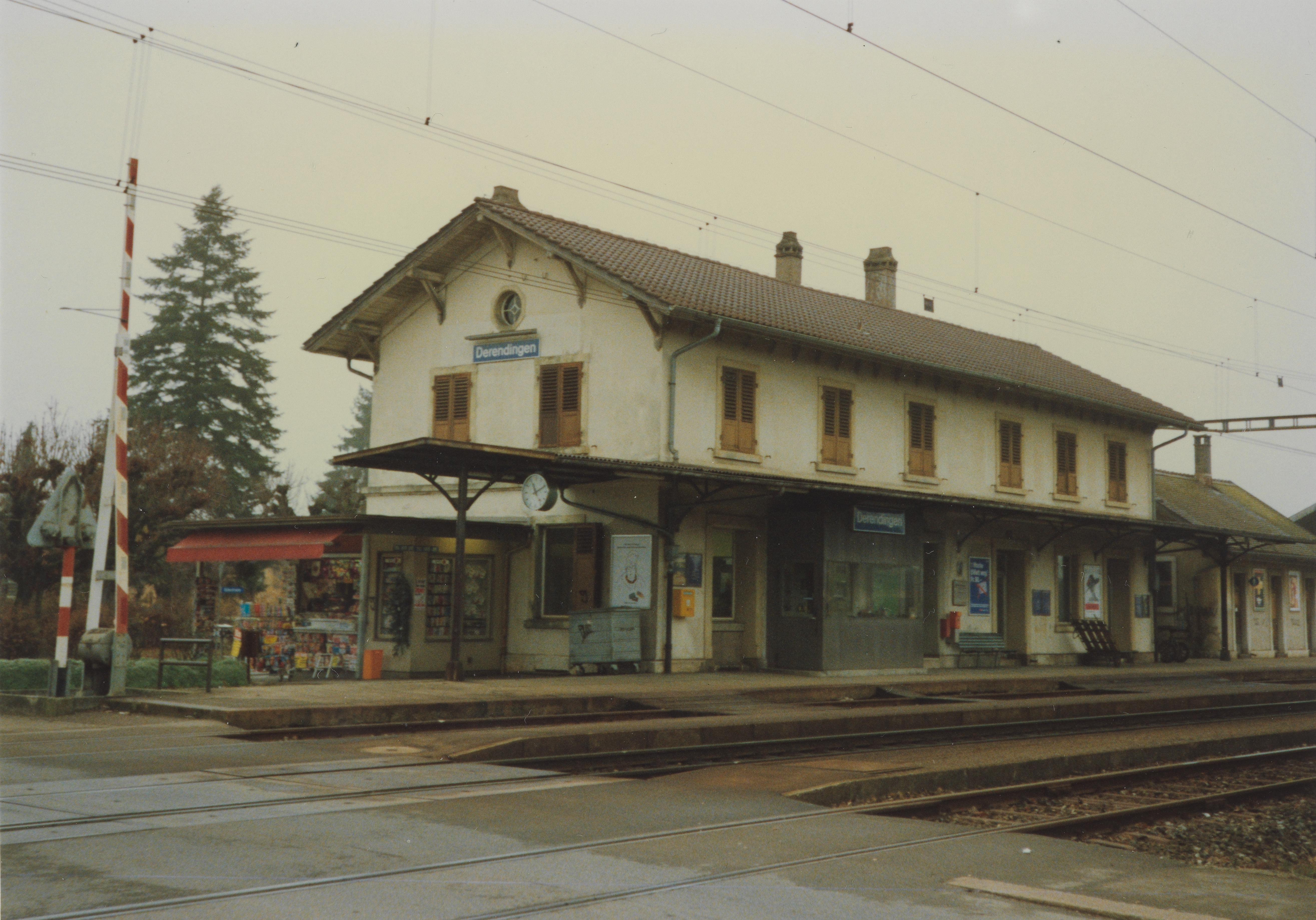
Stationsgebäude (1991 vor Schliessung 1992)

Die Gemeinde ist verkehrsmässig gut erschlossen. Sie liegt an der Hauptstrasse von Solothurn nach Herzogenbuchsee. Die nächsten Anschlüsse an die Autobahnen A1 (Bern-Zürich) und A5 (Solothurn-Biel) befinden sich rund 2 km vom Ortskern entfernt. Die Verzweigung Luterbach, an der die A5 in die A1 mündet, liegt im Nordosten des Gemeindegebietes.
Am 1. Juni 1857 wurde die Eisenbahnlinie von Herzogenbuchsee nach Solothurn in Betrieb genommen; der Bahnhof Derendingen wurde 1864 eingeweiht. Die ab 1992 für den Personenverkehr stillgelegte Strecke ist heute als Ausbaustrecke Solothurn–Wanzwil im Rahmen von Bahn 2000 reaktiviert, wird jedoch nicht von Regionalzügen befahren und bedient Derendingen daher nicht. Durch die Buslinien des Busbetriebs Solothurn und Umgebung (BSU), welche die Strecken von Solothurn nach Herzogenbuchsee und von Solothurn nach Recherswil bedienen, ist Derendingen an das Netz des öffentlichen Verkehrs angeschlossen.

## Geschichte
Das Gemeindegebiet von Derendingen war schon sehr früh bewohnt. Es wurden einzelne Überreste aus der Bronzezeit sowie Siedlungsspuren eines römischen Gutshofes entdeckt. Auch im Frühmittelalter hat eine Siedlung bestanden.
Die erste urkundliche Erwähnung des Ortes erfolgte 1264 unter dem Namen Teradingen. Später erschienen die Bezeichnungen Therendingen (1291), Deredingen (1295) und Terendingen (1366). Der Ortsname geht auf den althochdeutschen Personennamen Tarut zurück und bedeutet mit der Endung -ingen so viel wie bei den Leuten des Tarut.

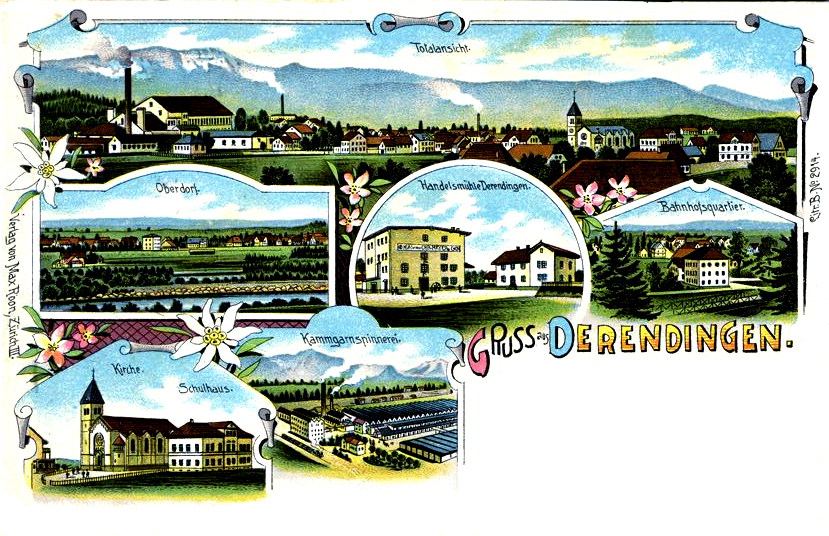
Alte Postkarte von ca. 1920

Derendingen unterstand im Mittelalter den Grafen von Buchegg, bevor die Herrschaftsrechte 1347 an das Sankt-Ursen-Stift in Solothurn übergingen. Seit dem frühen 15. Jahrhundert hatte die Stadt Solothurn die niedere Gerichtsbarkeit inne und teilte Derendingen der Vogtei Kriegstetten zu. Die hohe Gerichtsbarkeit blieb jedoch bis 1665 bei Bern, danach gelangte sie ebenfalls an Solothurn. Nach dem Zusammenbruch des Ancien Régime (1798) gehörte Derendingen während der Helvetik zum Distrikt Biberist und ab 1803 zum Bezirk Kriegstetten, der 1988 offiziell in Bezirk Wasseramt umbenannt wurde.

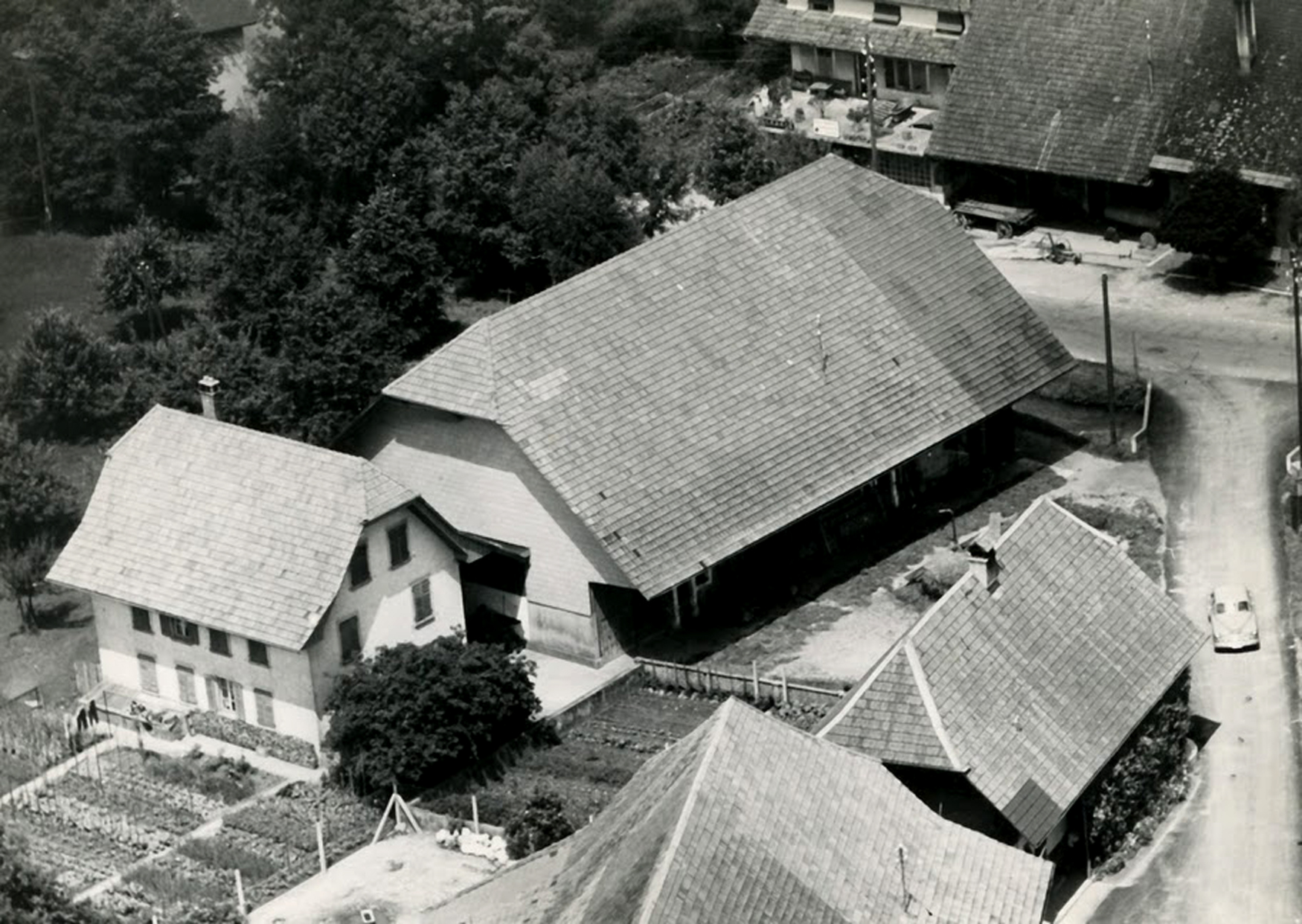
Kreuzung Biberiststrasse und Hauptstrasse, Luftaufnahme von 1965

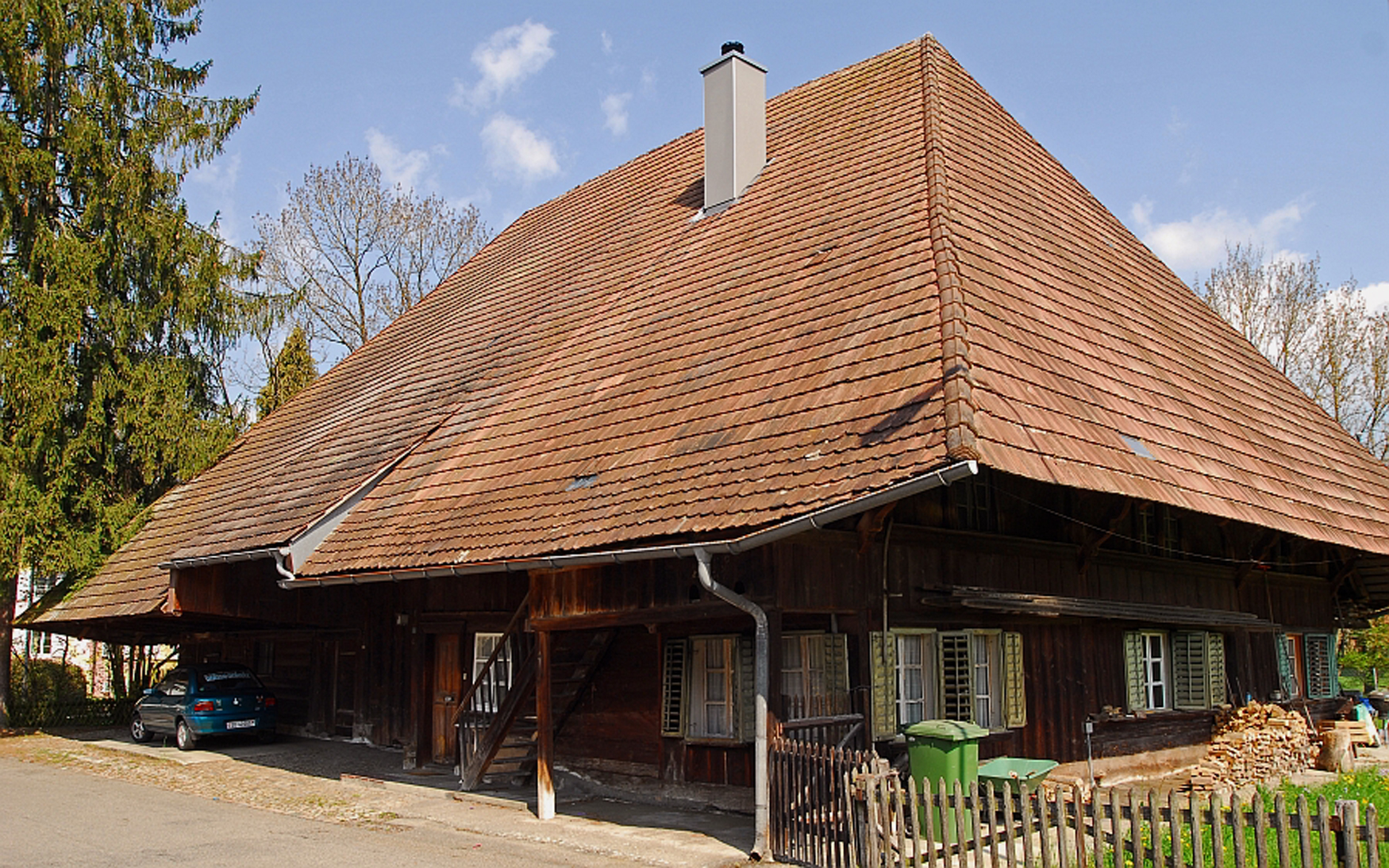
Altes Hochstudhaus, genannt Aebihaus

In der zweiten Hälfte des 19. Jahrhunderts vollzog sich eine rasche Entwicklung vom Bauerndorf zur Industriegemeinde. Da die Wasserkraft des Dorfbachs (Grüttbach) zu gering war, wurde ein Teil des Wassers der Emme in einen Kanal abgeleitet und parallel zum Fluss geführt. Der erste neue Betrieb war eine 1850 gegründete Wollfabrik. Die eigentliche Industrialisierung begann aber mit der Gründung der Baumwollspinnerei Emmenhof im Jahr 1861. Sie beschäftigte bis zu 300 Personen, musste ihren Betrieb aber 1933 einstellen. Bereits 1872 erfolgte durch Rudolf Wilhelm Schoeller die Gründung die Filiale der Kammgarnspinnerei Schoeller & Lang an der Grenze zu Luterbach, die bald durch eine Kammgarnweberei ergänzt wurde. Diese beiden Fabriken, welche zahlreichen Personen Arbeit boten, führten zum markanten Bevölkerungswachstum der Gemeinde Derendingen von 1850 bis 1900 (Verfünffachung der Einwohnerzahl). Für die Arbeiter wurde die Arbeitersiedlung «Elsässli» mit Kosthaus gebaut, welche heute unter Denkmalschutz steht. 1903 wanderte Hugo Kaufmann von Derendingen ins brasilianische Ilhéus aus und kontrollierte dort schon bald mit anderen Auslandschweizern den Export von Kakao. 
Der Siedlungsschwerpunkt von Derendingen verlagerte sich seit dem Ende des 19. Jahrhunderts immer mehr vom Oberdorf nach Norden an die Strassen, die zur Brücke über die Emme führten.

## Sehenswürdigkeiten
Die Allerheiligenkapelle im Oberdorf, die ihre heutige Gestalt beim Neubau 1724 erhielt, war lange Zeit das einzige Gotteshaus von Derendingen. Das Dorf war bis 1933 Teil der Kirchgemeinde Kriegstetten. Die reformierte Kirche wurde 1899 eingeweiht, während die katholische Kirche erst 1933 erbaut wurde. Der Industrielehrpfad Emmekanal führt zu zahlreichen Industrieanlagen aus dem 19. und dem Beginn des 20. Jahrhunderts.

## Kultur
In Derendingen gibt es zur allgemeinen Benützung auch für Erwachsene im Schulhaus Mitteldorf die Volksbibliothek.
Seit Dezember 2023 befindet sich in Derendingen die Enter Technikwelt Solothurn, ein Museum für Technikgeschichte. Es ist Veranstaltungsort verschiedener technikbezogener Events und seit 2025 auch der SoloCon, einer Fantasy- und Cosplay-Convention.

## Sport
Derendingen besitzt eine Tennis-Halle, die einzige spezialisierte Hallenanlage im Bezirk Wasseramt. Des Weiteren sind ein Unihockeyteam sowie ein Fussballclub (SC Derendingen) in Derendingen beheimatet.

## Wappen
Blasonierung
In Weiss drei rote Schrägrechtsbalken, belegt mit blauem rechtsschwimmendem Fisch

## Persönlichkeiten
- Ernst Flückiger (1889–1955), Sozialpolitiker und Gewerkschafter
- Walter Weber (1917–2008), Politiker (SP), Ehrenbürger von Derendingen
- Tina Grütter (* 1942), Kunsthistorikerin, Kuratorin, Journalistin und Autorin